# Чадек, Иржи
Иржи Чадек (чеш. Jiří Čadek; 7 декабря 1935, Pavlíkov — 20 декабря 2021) — чехословацкий футболист, участник ЧМ-1958.

## Биография

### Игровая карьера
На молодёжном и любительском уровнях играл за три команды, пока в 1954 году Чадек присоединился к пражской «Дукле», за которую он отыграл 17 сезонов. В составе этой команды он выиграл 7 чемпионатов и 4 Кубка Чехословакии, а по окончании сезона 1970/71 завершил карьеру в возрасте 35 лет.
В составе сборной Чехословакии был участником ЧМ-1958, на котором сыграл в одном матче.

### Послефутбольная деятельность
Завершив карьеру, работал тренером в молодёжной команду «Дуклы» и регулярно участвовал во встречах бывших игроков «Дуклы».
В декабре 2020 года в честь 85-летия ему была подарена именная футболка с номером «85».

### Смерть
Скончался 20 декабря 2021 года в возрасте 86 лет.

## Достижения
«Дукла»
- Чемпион Чехословакии (7): 1956, 1957/58, 1960/61, 1961/62, 1962/63, 1963/64, 1965/66
- Обладатель Кубка Чехословакии (4): 1961, 1965, 1966, 1969